# ヴァージニア・ウルフ
ヴァージニア・ウルフ（Virginia Woolf、1882年1月25日 - 1941年3月28日）は、イギリスの小説家、評論家、書籍の出版元であり、20世紀モダニズム文学の主要な作家の一人。両大戦戦間期、ウルフはロンドン文学界の重要な人物であり、ブルームズベリー・グループの一員であった。代表作に『ダロウェイ夫人』（1925年）、『灯台へ』（1927年）、『オーランドー』（1928年）、『波』（1931年）などの小説や「女性が小説を書こうとするなら、お金と自分だけの部屋を持たなければならない」という主張で知られる評論『自分だけの部屋』などがある。

## 生い立ち

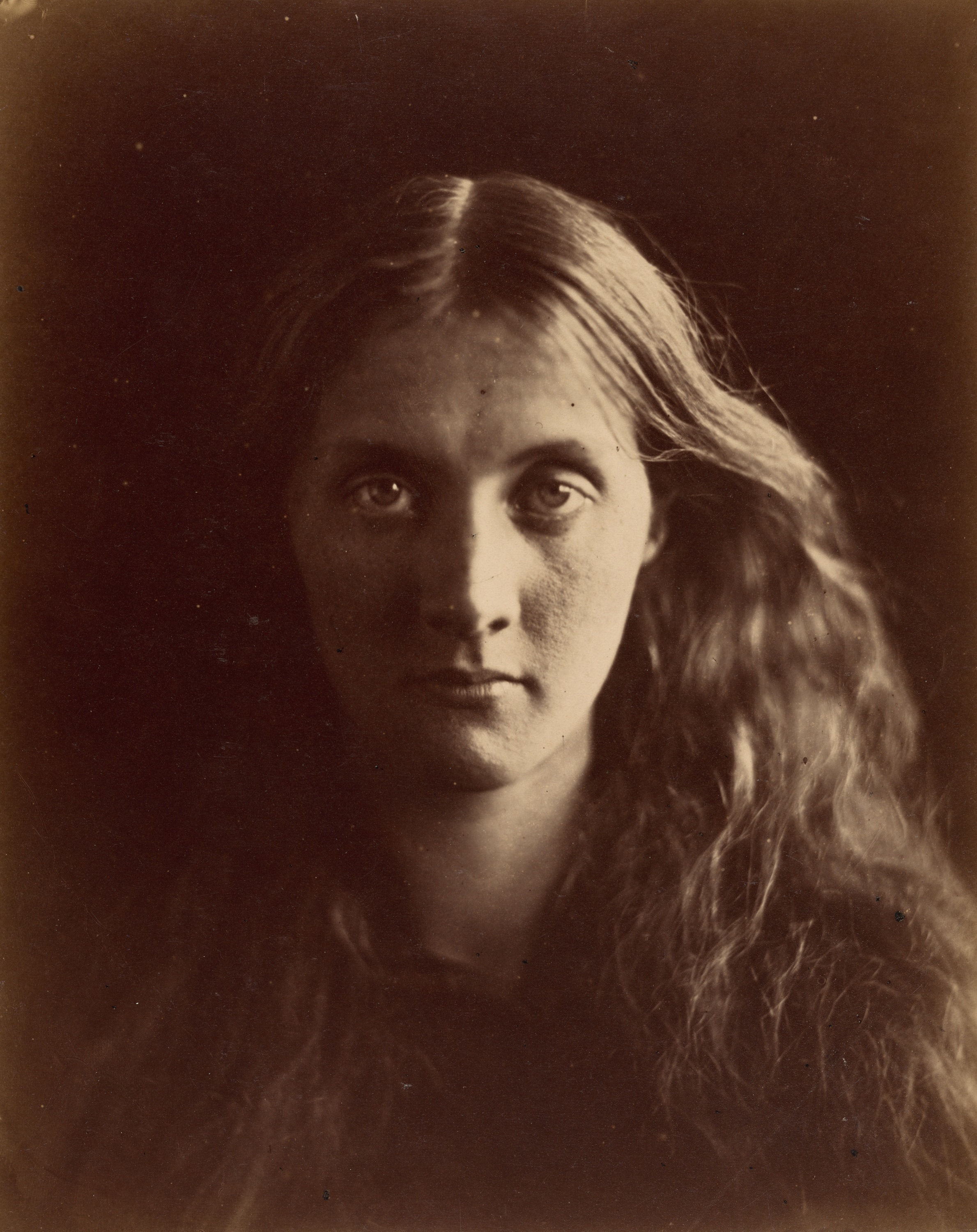
ウルフの母ジュリア・スティーヴンのポートレート（ジュリアの伯母ジュリア・マーガレット・カメロン撮影）

ウルフは1882年1月25日、ロンドンにて父レズリー・スティーヴンと、母ジュリア・プリンセップ・スティーヴン (旧姓ジャクソン) との間の7人目の子供アデリーン・ヴァージニア・スティーヴンとして生まれた。ウルフの父、レズリー・スティーヴン (1832年 - 1904年) は歴史家、伝記作家、批評家、編集者、そして登山家であり『英国人名事典』Dictionary of National Biographyの編纂者として知られる。このことはウルフが後に実験的な伝記を書いたことに影響を与えたものと考えられる。母親のジュリア (1846年 - 1895年) はジョン・ジャクソンとマリア・ジャクソンの間にムガル帝国末期のインドで生まれ、後に母とイギリスに移った。著名な写真家ジュリア・マーガレット・カメロンは伯母である。母ジュリアは美人の誉れ高く、エドワード・バーン＝ジョーンズなどラファエル前派のモデルもつとめた 。
ウルフはケンジントンの高級住宅街サウス・ケンジントンのハイドパークゲート22番地の家で、文学に造詣が深く、豊かな人脈を知己に持つ両親のもとで育った。両親はともに再婚で、一家には3つの婚姻による子供がいた。母のジュリアは最初の夫ハーバート・ダックワースとの間にジョージ、ステラ、ジェラルドの3人の子供がいた。父レズリーは、ウィリアム・サッカレーの娘、ハリエット・マリアン ("ミニー") サッカレー (1840年 - 1875年) と結婚して、娘のローラ・メイクピース・スティーヴンがあった。ローラは精神障害と診断されて家族とともに暮らしていたが、1879年施設に入った。レズリーとジュリアの間には、ヴァネッサ (1879年)、トビー (1880年)、ヴァージニア (1882年)、エイドリアン (1883年) の4人の子どもがいた、計8人の子供がいる再婚家族であった。
レズリー・スティーヴンは自身が著述家であったことに加えて、最初の妻の父であるウィリアム・サッカレーとのつながりもあったので、子どもたちはヴィクトリア朝文学界の影響の色濃い環境で育った。ヘンリー・ジェイムズ、ジョージ・ヘンリー＝ルイス、ジュリア・マーガレット・カメロン、ジェイムズ・ラッセル・ロウエル（ウルフの名付け親）なども一家の客であった。ジュリア・スティーヴンもまた知己に恵まれていた。ジュリアの一族からは、ヴィクトリア朝社会に名を馳せた美女が輩出しており、彼女たちはラファエル前派や初期の写真家たちのモデルもつとめた。このような影響に加えて、スティーヴン家の書斎には膨大な蔵書があり、ウルフやヴァネッサは古典や英文学を書物から学んだ。姉妹とは異なり、エイドリアンとトビーは正規の教育を受け、ケンブリッジ大学で学んだが、ウルフはここで男女の性の違いを残念に思っていたという。

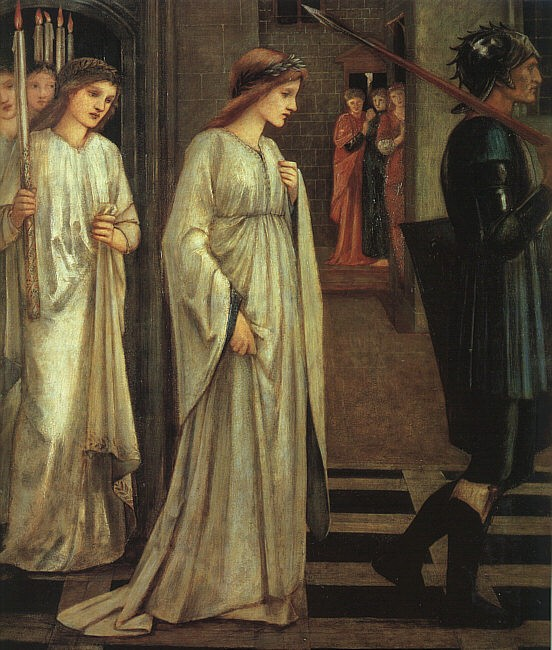
エドワード・バーン＝ジョーンズがジュリア・プリンセップ・スティーヴンをモデルに描いた『竜のもとに行く王女サブラ』（1866年）

ウルフの回想によれば、子ども時代の最も鮮明な記憶はロンドンのものではなく、コーンウォール州のセント・アイヴスのものである。一家は1895年まで毎年夏をここで過ごした。スティーヴン家のサマーハウスであったタランド・ハウスは、手を入れられ当時とは少々違ってはいるが、今もポースミンスター湾を見下ろす場所にある。ここで家族で休暇を過ごした思い出やゴドレヴィー灯台などの風景は、ウルフの作品、ことに『灯台へ』の下敷きになっている。
1895年、13歳の時に母が48歳で急死し、その2年後の異父姉ステラが死んだことによって、ウルフは神経衰弱を発病した。このような状態ではあったが、1897年から1901年の間に、ギリシャ語、ラテン語、ドイツ語と歴史の課程をロンドンのキングス・カレッジの女子部で履修し、いくつかの科目においては学位レベルまで修めた。ウルフはここで、クララ・ピーター、ジョージ・ワー、そしてキングズ・カレッジ女子部の校長でスティームボート・レディーズのメンバーとして知られているリリアン・フェイスフルなど、女子高等教育の草創期の改革者たちと出会った。姉のヴァネッサもここでラテン語、イタリア語と建築を学んだ。
1904年に父が72歳で死去した。この時ウルフは深刻な虚脱状態に陥り、一時的に入院治療した。神経衰弱と繰り返す欝状態を、甥で伝記作家のクウェンティン・ベルら現代の学者はウルフとヴァネッサが異父兄ジョージとジェラルド・ダックワースから性的虐待を受けていたことに関連付けている。（ウルフはこのことについて自伝的エッセイA Sketch of the Past、22 Hyde Park Gate で回想している。）生涯を通して、ウルフは周期的な気分の変化や神経症状に悩まされた。この不安定さは彼女の社交生活には影響を与えたが、文筆活動は一生を通してほとんど中断することなく続けられた。

## ブルームズベリー・グループ

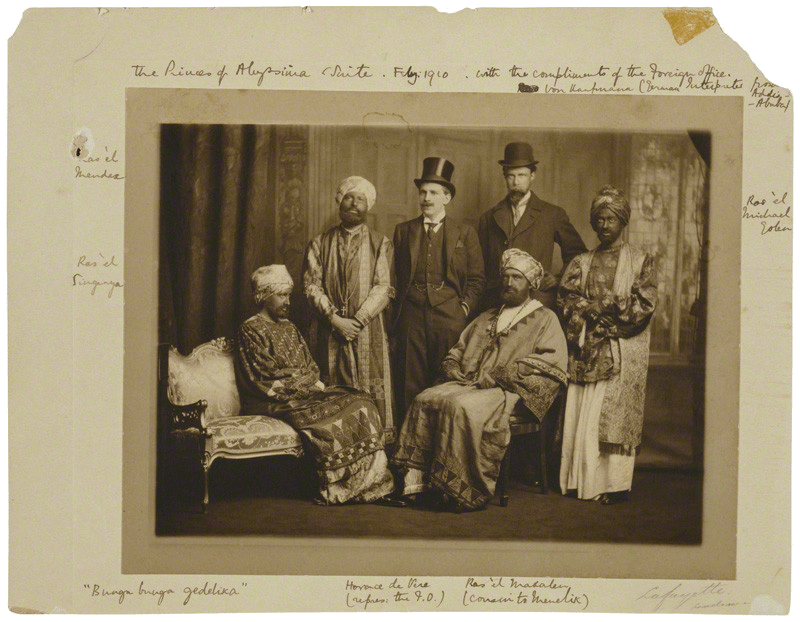
偽エチオピア皇帝事件 左端の髭の人物がウルフ

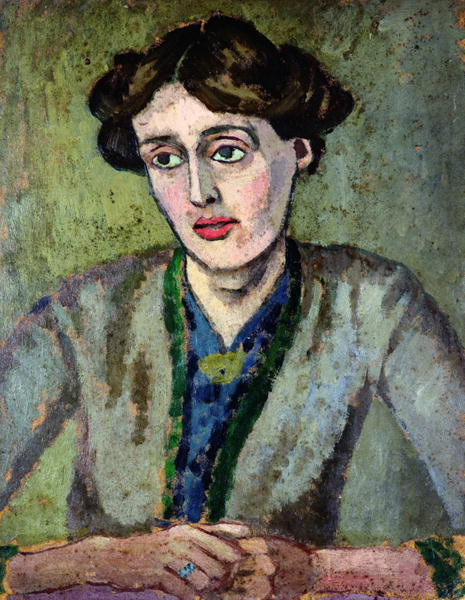
ヴァージニア・ウルフの肖像 ロジャー・フライ画 1917年頃

父が亡くなり、ウルフが二度目の神経痙攣を起こしてから、ヴァネッサとエイドリアンはハイドパークゲート22番地の家を売却してブルームズベリー地区のゴードンスクエア46番地に家を買った。ここで、ウルフはリットン・ストレイチー 、クライヴ・ベル、ルパート・ブルック、サクソン・シドナー＝ターナー、ダンカン・グラント、レナード・ウルフ、ロジャー・フライら、ブルームズベリー・グループとして知られる著述家や芸術家の知的サークルの中心人物たちと知り合った。このうち数人のメンバーは1910年の偽エチオピア皇帝事件に加わり、ウルフはこの時、アビシニアの王族の男性に扮装した。この件についてウルフが1940年に行った発言記録が発見され The Platform of Time (増補改訂版） (2008年）に収められている。1907年、ヴァネッサはクライヴ・ベルと結婚した。二人の前衛芸術への関心はウルフの作品に重要な影響を与えたものと思われる。
ウルフは1912年、作家のレナード・ウルフと結婚した。レナードの不自由な経済状態にもかかわらず（婚約中ウルフはレナードのことを「文無しのユダヤ人」と呼んでいた）二人は強い絆で結ばれていた。事実、ウルフは1937年の日記に「愛しあうこと。結婚後25年がたった今でも別れることは耐えがたい…求められるととても嬉しい。妻であること。私たちの結婚はこんなにも完璧なのだ」と記している。仕事の上でも二人は1917年にホガース・プレスを共同で始め、ともに働いた。ホガース・プレスはウルフの小説、T・S・エリオット、ローレンス・ヴァン・デル・ポストなどの著書を出版した。またドーラ・キャリントンやヴァネッサ・ベルなど同時代の芸術家にも仕事を発注した。
ブルームズベリー・グループは性の問題について進歩的な立場をとっていた。1922年、ウルフはハロルド・ニコルソンの妻、著述家で園芸家のヴィタ・サックヴィル＝ウェストと出会う。二人はためらいがちに付き合い始め、性的な関係を持つようになったが、サックヴィル＝ウエストによるとそれは2度だけだったとのことである。ウルフはサックヴィル＝ウエストに『オーランドー』を捧げた。これは、3世紀の時間と男女の性を越えた主人公オーランドーの奇妙な伝記である。ヴィタ・サックヴィル＝ウエストの息子のナイジェル・ニコルソンは「ヴィタのヴァージニアへの影響はすべて『オーランドー』に書かれている。文学史上最も長く、最も魅力的なラブレターである。この中でヴァージニアはヴィタを探求し、数世紀にわたる物語の中にヴィタを織りこみ、自在に操って両方の性を超えさせ、ヴィタと楽しみ、ヴィタに毛皮やレースやエメラルドを付けさせ、悩まし、翻弄し、そして、ヴィタのまわりに霧のヴェールを投げかけた」と書いている。恋愛関係が終わった後も2人の女性は1941年にウルフが亡くなるまで友人であり続けた。ヴァージニア・ウルフは弟のエイドリアン、姉のヴァネッサとも親しくつき合い続けた。兄のトビーは26歳の時病死した。
また、『源氏物語』の抄訳（1921-1933年）で知られるアーサー・ウェイリーもブルームズベリー・グループの一員で、ウルフも『ヴォーグ』の1925年7月号に『源氏物語』を評した文章を発表している。

## 作家活動
ウルフの作家としての出発は、1900年にタイムズ・リテラリー・サプルメント（タイムズ文芸付録）に書いたブロンテ一家の故郷ハワースについての記事である。処女作『船出』は1915年、異父兄が経営するジェラルド・ダックワース・アンド・カンパニーから出版された。この小説はもとは『メリンブロシア』という書名だったが、ウルフは何度も校正を重ねた。ウルフ研究者のルイーズ・デサルボは『船出』の初期の版を再構成し、ウルフが使おうとしていた『メリンブロシア』のタイトルで発表した。デサルボはウルフが行った修正の多くは、ウルフ自身の人生の変化に応じたものであると論じている。

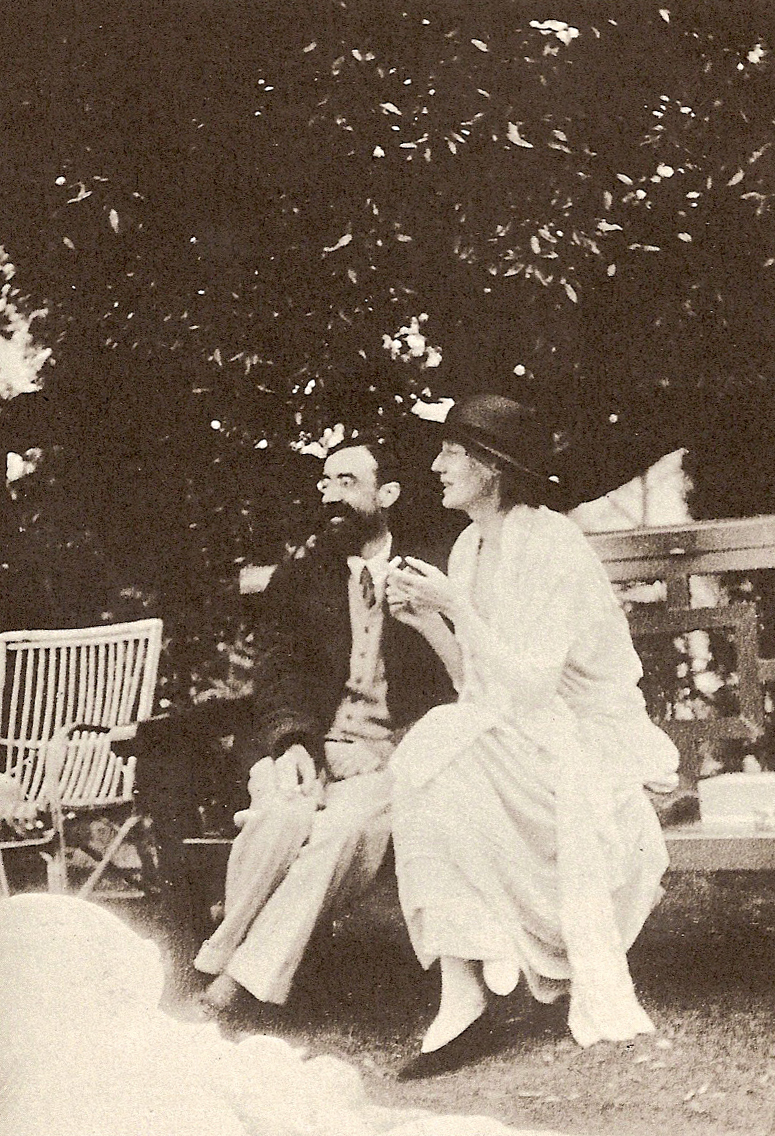
ガーシントン・マナーのリットン・ストレイチーとウルフ 1923年

ウルフは著名な知識人の一人として小説や評論の発表を続け、批評家からも一般からも高い評価を得た。ウルフの著作の多くはホガース・プレスから出版された。ウルフは20世紀の最も偉大な小説家でモダニズム文学の旗手と目されている。
ウルフは英文学における重要な革新者のひとりとされている。実験的な手法を用い、特に意識の流れ手法で登場人物たちの心理を深く掘り下げ高い評価を得た。第二次世界大戦後ウルフの評価は急激に低下したが、1970年代のフェミニズム文芸批評によって再評価された1985。
ウルフの著作はイギリス、中流階級の知識階級の狭い世界を型通りに描いていると批判された。ユダヤ人の夫と幸福な結婚をしているにもかかわらず、反ユダヤ主義者であると批判する者もあった。この批判はウルフがユダヤ人の登場人物を外見上醜く、下品に描くなどしばしば一般化された典型的な人物像として描いたことによる。1920年代、30年代における圧倒的で急激な反ユダヤ主義の高まりがウルフに影響を及ぼしていた可能性はある。日記に「私はユダヤ人の声が好きではない。ユダヤ人の笑い方も好きではない」と書いている。
また、ウルフはレナードのユダヤ人であることを嫌がった自分は「スノッブ」だったと回想している。作曲家エセル・スミスに書いた1930年の手紙が、伝記『ヴァージニア・ウルフ』（ナイジェル・ニコルソン）に引用されている。「ユダヤ人と結婚するのがどんなに嫌だったか。だって、彼らは生命力に満ちあふれているのですから。私はなんて“スノッブ”なんでしょう。」同じくエセル・スミスに宛てた別の手紙では、「私のユダヤ人（レナード）は足指の爪一枚ですらもっと宗教的で、髪の毛一本にさえずっと深い人類愛がある」と書き、キリスト教信仰を独善的な自己中心主義であると容赦なく批判している。ウルフと夫レナードは1930年代の反ユダヤ主義をともなったファシズムを嫌い、恐れており、二人の名はヒトラーのブラックリストに載っていた。1938年の作品『三ギニー』はパシフィストとしてのウルフのファシズムに対する批判である。
小説家として際立った特色を持っているために本来の魅力が隠れがちであるが、ウルフは英文学において重要な抒情的な作家である。ウルフの小説はまた、非常に実験的である。何事も起こらないありふれた物語が、それを受け取る登場人物の意識の中で時に歪み、時に崩れる。独特な抒情性と文体の妙技が相まって、視覚的、聴覚的印象にみちあふれた世界を作り出している。
ヴァージニア・ウルフの鮮やかな詩的幻想は、彼女の作品の多くにみられるように、時には陳腐なまでの平凡な日常を特別なものへと高める。例えば、『ダロウェイ夫人』では、クラリッサ・ダロウェイという中年の上流階級の女性がパーティを開く準備が筋の中心になっているが、それと平行して、第一次大戦で深刻な心の傷を負って帰還した労働者階級の復員軍人セプティマス・ウォレン・スミスの一日が語られる。
『灯台へ』（1927年）は10年の時を隔てた2日の物語である。ラムジー一家の灯台行きをめぐる期待と回想とそれにまつわる家族の心理的な緊張が話の中心になっている。この小説の主要テーマの一つは、家族のドラマの只中で何とか絵を描こうとする画家リリー・ブリスコー の制作過程での苦労である。また、この小説は戦時下での国民の生活と、時代から取り残された人々についての思索でもある。さらに、時間の経過を、そして、女性の精神的な強さを男性が奪うようにいかに社会が仕向けているかを描いている。
『オーランドー』（1928年）はヴァージニア・ウルフの小説の中で娯楽的な要素の強い作品である。3世紀も生き続けているのに30代から年をとらない若い貴族（男性から突然女性に変身する）の茶番劇風の伝記になっている。この作品は、一面ではウルフの恋人であったヴィタ・サックヴィル＝ウエストの肖像でもある。先祖から受け継いだ家屋敷を失ったヴィタを慰めるために書かれたが、同時にヴィタとその作品の風刺もしている。『オーランドー』では、作中の仰々しい伝記作家を通して歴史的な伝記作家の手法を揶揄している。1937年ホルヘ・ルイス・ボルヘスがスペイン語訳を刊行している。ボルヘスは他にエッセイ『自分だけの部屋』を訳している。
『波』（1931年）は6人の友人グループの回想であるが、それぞれの内的独白というより朗唱に近く、繰り返す波のような雰囲気は、筋書き中心の小説よりも散文詩に似ている。1937年にマルグリット・ユルスナールがフランス語訳を出した。
『フラッシュ 或る伝記』（1933年）は部分的には創作、そして部分的にはヴィクトリア朝の詩人エリザベス・バレット・ブラウニングの飼い犬コッカースパニエルのフラッシュの伝記である。ウルフはロバート・ブラウニングとエリザベス・バレットのロマンスを題材にしたルドルフ・ベジエの戯曲『ウィンポール通りのバレット家』（フラッシュの存在が際立っている）に着想を得て書いた。ベジエの戯曲は1932年、女優のキャサリン・コーネルによって上演された。
遺作となった『幕間』（1941年）では、芸術による人生の変容、性に対する両価的な見方、時間の流れと人生についての思索といったウルフの主要な関心事を衰弱と復活として、英文学史のほとんど全てを取り込みながら、高度な想像力による象徴的な語りで描いている。この作品は感覚だけでなく文体においてもウルフの全作品中最も抒情的なもので、主に韻文で書かれている。ウルフの作品は、ことに純理論的な合理性への偏向について、一貫してブルームズベリー・グループ（特にG・E・ムーア）との関連において理解されているが、作品はメンバーの理念の単純な復唱ではない。
ウルフ作品は、50言語以上に訳されている。日本でも2010年代以降も新訳刊行されている。

## 死
『幕間』（没後出版された）の原稿を完成させた後、ウルフは以前にも経験したのと同様の躁うつ病状態に陥った。第二次大戦が勃発し、ロンドン大空襲によって家が破壊されたこと、亡くなった友人ロジャー・フライの伝記の評判が芳しくなかったことで症状は重くなり、仕事ができない状態になった 。1941年3月28日、ウルフはコートをはおり、そのポケットに石をつめて自宅近くのウーズ川で入水自殺した。ウルフの死体は1941年4月18日まで見つからなかった。夫のレナードはウルフを火葬し、ウルフの遺骨をサセックス州ロドメル村にある自邸モンクス・ハウスの庭の楡の木の下に埋葬した。
書斎に夫レナードと、姉ヴァネッサへの書き置きが残されていた。

## 現代の研究と解釈
近年のヴァージニア・ウルフ研究は、アイリーン・バレットとパトリシア・クレーマー編の批評集Virginia Woolf: Lesbian Readings に見られるように、フェミニストとレズビアンの観点が中心になっている。これに対して、ルイーズ・デサルボ (Louise A.DeSalvo) は、1989年の著書Virginia Woolf: The Impact of Childhood Sexual Abuse on her Life and Work の中で、ウルフの人生と業績を若い頃ウルフが経験した近親による性的虐待の観点から読んでいる。
ウルフの作品はまた、戦時神経症、戦争、階級、現代イギリス社会などの問題に対する理解の手立てとしても研究されている。最もよく知られたノンフィクション作品『自分自身の部屋』や『三ギニー』は、法的、経済的な力を男性が不当に配分されており、女性の教育や社会における女性の将来が男性に握られていることによって、女性作家や女性の知識人が直面する困難を考察している。シモーヌ・ド・ボーヴォワールは著書『第二の性』(1949年)の中で、「これまでのすべての女性作家の中で既定の条件について探求しようとした女性作家は、エミリー・ブロンテ、ウルフ、そして“時々”キャサリン・マンスフィールドの3人だけである」と書いている。
レナード・ウルフがもたらした影響についても様々に議論されている。アイリーン・コーツの著書Who's Afraid of Leonard Woolf?: A Case for the Sanity of Virginia Woolf では、レナード・ウルフの妻への対応がウルフの病気を助長し、結果として死の原因となったとしている。レナードの家族はこの立場を受け入れていないが、充分に調査して書かれており、従来のヴァージニア・ウルフの生涯についての解釈の空白を一部埋める内容になっている。一方、ヴィクトリア・グレンディニングは著書 Leonard Woolf: A Biography で「レナード・ウルフは妻を支えただけでなく、生活と生きて書くことが出来る環境を与えることで、ウルフが生きることを可能にさせた」と述べ、ウルフと同時代の記録、ウルフ自身の日記を裏付けとしている。
存命中にも一冊の伝記が出版されてはいるが、ヴァージニア・ウルフの生涯についての最初の公式の研究は1972年、彼女の甥のクエンティン・ベルによって書かれた。
1992年、トーマス・カラマーニョはThe Flight of the Mind: Virginia Woolf's Art and Manic-Depressive Illnessを出版した。
ハーマイオニー・リーが著した伝記 Virginia Woolf (1996年)はウルフの生涯と仕事についての、徹底的かつ権威ある研究成果とされている。
2001年、ルイーズ・デサルボとミッチェル・A・リースカはThe Letters of Vita Sackville-West and Virginia Woolfを編集した。2005年に出版されたジュリア・ブリッグスのVirginia Woolf: An Inner Lifeはウルフの生涯についての最も新しい研究成果である。この本は、小説と創作することについての評論を含むウルフの著作に焦点をあて、ウルフの生涯を浮かび上がらせている。トーマス・サズの著書My Madness Saved Me: The Madness and Marriage of Virginia Woolfは2006年出版された。
リタ・マーティンの戯曲Flores no me pongan (2006年)はウルフの人生の最後の時間をとりあげ、両性愛、ユダヤ人であること、戦争についてなどの論点をとりあげている。スペイン語で書かれ、Miriam Bermudez監督でマイアミで上演された。

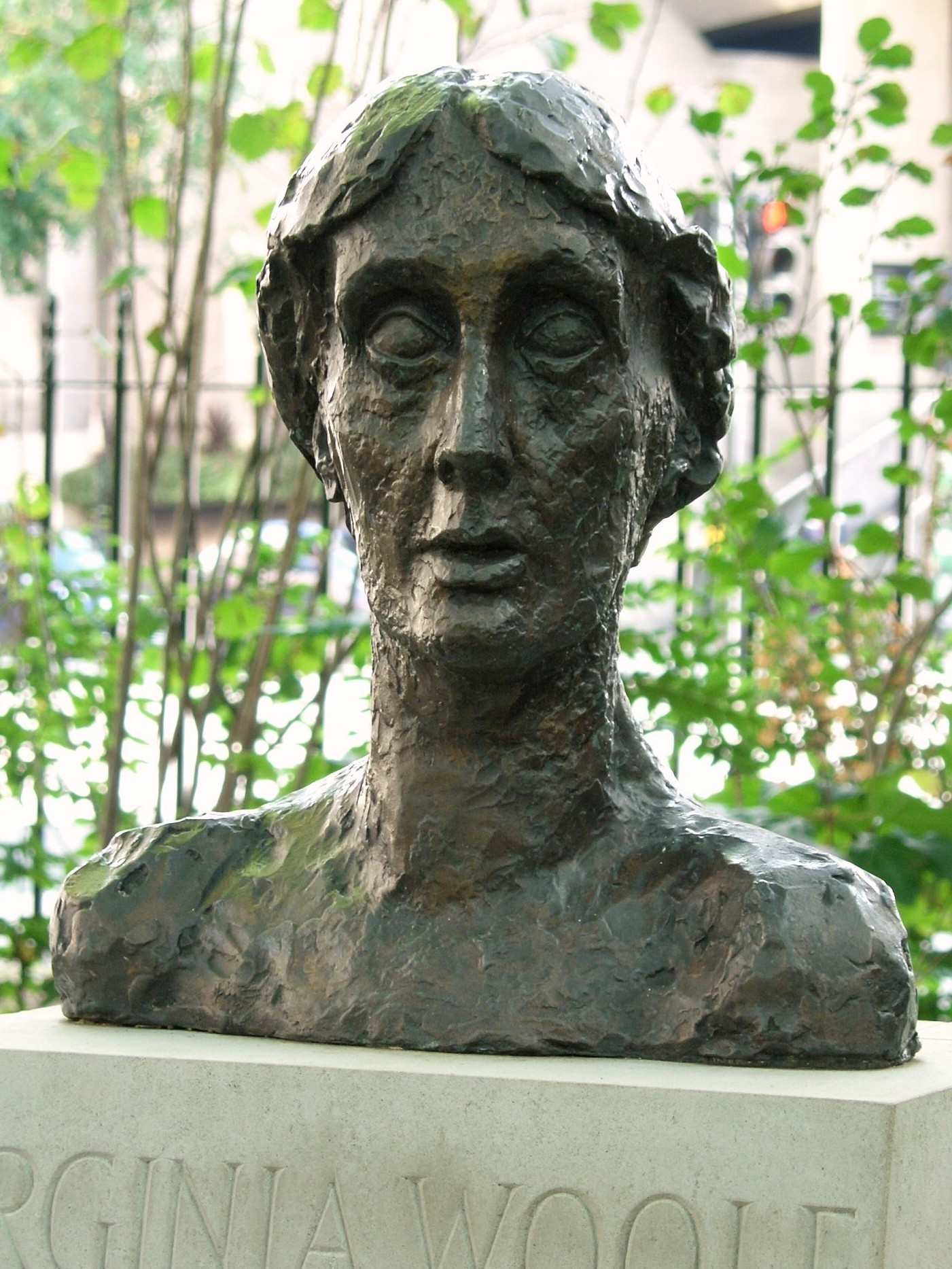
ロンドン、タヴィストック広場のウルフの胸像 2004年

## 作品の一覧

### 小説
- The Voyage Out 1915年、邦題『船出（英語版）』[39]
- Night and Day 1919年、邦題『夜と昼（英語版）』[40]
- Jacob's Room 1922年、邦題『ジェイコブの部屋（英語版）』[41]
- Mrs Dalloway 1925年、邦題『ダロウェイ夫人』
- To the Lighthouse 1927年、邦題『灯台へ』
- Orlando 1928年、邦題『オーランドー』
- The Waves 1931年、邦題『波』
- The Years 1937年、邦題『歳月（英語版）』[42]
- Between the Acts 1941年、邦題『幕間（英語版）』[43]

### 短編
| - "Phyllis and Rosamond"『フィリスとロザモンド』 - "The Mysterious Case of Miss V."『ミス・Ｖの不思議な一件』 - "The Journal of Mistress Joan Martyn"『ジョウン・マーティン嬢の日記』 - "A Dialogue upon Mount Pentelicus" - "Memoirs of a Novelist" - "The Mark on the Wall" (1917)『壁の染み』 - "Kew Gardens" (1919)『キュー植物園』 - "The Evening Party" - "Solid Objects" (1920)『堅固な対象』 - "Sympathy" (1921)『同情』 - "An Unwritten Novel" (1920)『書かれなかった長篇小説」 - "A Haunted House" (1921)『憑かれた家』『幽霊屋敷』 - "A Society" (1921)『ある協会』 - "Monday or Tuesday" (1921)『月曜日あるいは火曜日』 - "The String Quartet" (1921)『弦楽四重奏団』 - "Blue & Green" (1921)『青と緑』 - "A Woman's College from Outside" (1926)『外から見たある女子学寮』 - "In the Orchard" (1923)『果樹園の中で』 - "Mrs Dalloway in Bond Street" (1923)『ボンド通りのダロウェイ夫人』 - "Nurse Lugton's Curtain"『乳母ラグトンのカーテン』 - "The Widow and the Parrot: A True Story" (1985)『寡婦とオウム: ある実話』 - "The New Dress" (1927)『新しいドレス』 - "Happiness"『幸福』 | - "Ancestors" - "The Introduction"『』 - "Together and Apart" - "The Man who Loved his Kind" - "A Simple Melody" - "A Summing Up" - "Moments of Being: ‘Slater's Pins have no Points’" (1928) - "The Lady in the Looking-Glass" (1929) - "The Fascination of the Pool"『池の魅力』 - "Three Pictures" - "Scenes from the Life of a British Naval Officer" - "Miss Pryme" - "Ode Written Partly in Prose" - "Portraits" - "Uncle Vanya" - "The Duchess and the Jeweller" (1938)『公爵夫人と宝石商』 - "The Shooting Party" (1938) - "Lappin and Lappinova" (1939)『ラピンとラピノヴァ…』 - "The Searchlight"『サーチライト』 - "Gypsy, the Mongrel" - "The Legacy" - "The Symbol"『微』 - "The Watering Place"『水辺』 |

#### 短編集
- Two Stories（1917年）
- Monday or Tuesday（1921年）邦題『月曜日あるいは火曜日』
- A Haunted House and Other Short Stories（1944年）『憑かれた家（英語版）』

### 伝記作品
- Flush: A Biography (1933)　邦題『フラッシュ 或る伝記』[44]
- Roger Fry: A Biography (1940)　邦題『ロジャー・フライ伝（英語版）』[45]

### ノンフィクション
- Modern Fiction (1919)『現代小説論』[46]
- The Common Reader (1925)[47][48]
- A Room of One's Own (1929)　邦題『自分自身の部屋（英語版）』[49][50]
- On Being Ill (1930)　邦題『病むことについて（英語版）』[51]
- The Common Reader: Second Series (1932)[52]
- The London Scene (1931)
- Three Guineas (1938)　邦題『三ギニー（英語版）』[53][54]
- The death of the moth and other essays. Hogarth Press. (1942). NCID BA04024933
- The moment and other essays. Hogarth Press. (1947). NCID BA04024831
- The captain's death bed, and other essays. Hogarth Press. (1950). NCID BA0402627X
- Granite and rainbow : essays. Hogarth Press. (1958). NCID BA0428154X
- Woolf, Virginia; Lyon, Mary (1977). Books and portraits : some furthur selections from the literary and biographical writings of Virginia Woolf. Hogarth Press. NCID BA03776660
- Woolf, Virginia; Barrett, Michèle (1979). Women and writing. Women's Press. NCID BA05124489
- Collected essays. Hogarth Press. (1966). NCID BA18501950
- Professions for Women and Other Essays (1931) 邦題『女性にとっての職業』[55]

### 戯曲
- Freshwater: A Comedy (1923年初演,  1935年改訂, 1976年出版)

### 自伝的作品および日記
- A Writer’s Diary. (1953) – 邦題『ある作家の日記（英語版）』全日記よりの抜粋
- Moments of Being. (1976) - 邦題『存在の瞬間 回想記（英語版）』[56]
- Woolf, Virginia; Bell, Anne Olivier (1990). A moment's liberty : the shorter diary. Hogarth. NCID BA10326507
- Woolf, Virginia; Bell, Quentin; Bell, Anne Olivier (1977). The diary of Virginia Woolf. Hogarth Press – V・ウルフの日記（1915年–1941年）
- Woolf, Virginia; Leaska, Mitchell Alexander (1990). A passionate apprentice : the early journals, 1897-1909. Hogarth Press. NCID BA11594964
- Woolf, Virginia (1993). Travels with Virginia Woolf. Morris, Jan（編集）. Hogarth Press. NCID BA22398130 - V・ウルフのギリシャ旅日記。
- Woolf, Virginia; Rosenbaum, S. P. (Stanford Patrick) (2007). The platform of time : memoirs of family and friends. Hesperus. NCID BA89489130

### 書簡集
- Woolf, Virginia; Banks, Joanne Trautmann (1989). Congenial spirits : the selected letters of Virginia Woolf. Hogarth. NCID BA07797414
- Woolf, Virginia; Nicolson, Nigel; Banks, Joanne Trautmann (1975). The letters of Virginia Woolf (1st American ed ed.). Harcourt Brace Jovanovich. NCID BA03776230 全6巻 (1975年–1980年)
- Woolf, Virginia; Spalding, Frances (1992). Paper darts. Collins & Brown. NCID BA21664556

### 寄稿
- Gissing, George (1929). Selections autobiographical and imaginative from the works of George Gissing. Alfred Gissing (編) ; Woolf, Virginia (序文). London & New York: J. Cape. NCID BA29255823

### アルバム
ハーバード大学図書館にはフレデリック・R・コウクから1983年に受贈したウルフのアルバム6冊が「Virginia Woolf Monk's House photograph album」として収蔵され、デジタルデータ化されている。モンクス家に集った両親ほか家族、友人や知人のなかに、当時の著名な人々の姿もあり、ウルフ本人と家族や友人がお互いを撮影したと考えられる。第1巻はウルフ自身が写真の配置を決めたと推測される。なお、巻号は受贈したときにすでに記されていた番号を反映。
- 第1巻 MH-1 (1863年–1938年)
  - 人物の肖像写真 (写真乾板、キャビネ判、ゼラチン・シルバー・プリント（英語版）・冒頭の7ページ)[58]。トーマス・ハーディ、オリバー・ウェンデル・ホームズ・ジュニアほか[注釈 1]。
- 第2巻 MH-2 (1909年–1922年)
  - 人物写真（ゼラチン・シルバー・プリント）[注釈 2]
- 第3巻 MH-3 (1890年–1933年)
  - 人物と景色の写真。写真アルバム（1863年-1938年）と、台紙に貼る前の写真（1890年-1933年）を含む（鶏卵紙、ゼラチン・シルバー・プリント）[注釈 3]。
- 第4巻 MH-4 (1890年–1947年)
  - アルバム（1890年-1947年）と台紙に貼る前の写真、ゼラチン・シルバー・プリント (1923年-1939年)[注釈 4]
- 第5巻 MH-5 (1892年–1938年)
  - アルバム（1892年-1938年）ならびに日付不明の写真、ゼラチン・シルバー・プリント[注釈 5]
- 第6巻 MH-6 (1850年–1900年)[64]
  - アルバム（1850年-1900年）ならびに日付不明の写真、鶏卵紙[注釈 6]

## 伝記
- Nicolson, Nigel (2000). Virginia Woolf. New York: Penguin Group
  - ナイジェル・ニコルソン 『ヴァージニア・ウルフ　ペンギン評伝双書』 市川緑訳、岩波書店、2002年
 母はヴィタ・サックヴィル＝ウェスト、父はハロルド・ニコルソン
- Bell, Quentin (1972). Virginia Woolf: A Biography. New York: Harcourt Brace Jovanovich Revised editions 1990, 1996
  - クウェンティン・ベル 『ヴァージニア・ウルフ伝』 黒沢茂訳、みすず書房（全2巻）、1976-77年。ヴァネッサ・ベルの息子
    - 他に『回想のブルームズベリー　すぐれた先輩たちの肖像』 北條文緒訳、みすず書房、1997年
- Sellers, Susan (2008). Vanessa and Virginia. Two Ravens (Harcourt 2009) 
  - スーザン・セラーズ 『わが妹、ヴァージニア　芸術に生きた姉妹』 窪田憲子訳、彩流社、2018年。フィクション（詳細は下記）
- Poole, Roger (1978). The Unknown Virginia Woolf. Cambridge UP
- Rosenman, Ellen Bayuk (1986). The Invisible Presence: Virginia Woolf and the Mother-Daughter Relationship. Louisiana State University Press
- Transue, Pamela J. (1986). Virginia Woolf and the politics of style. SUNY Press. ISBN 0887062865
- Paul, Janis M. (1987). The Victorian heritage of Virginia Woolf: the external world in her novels. Pilgrim Books. ISBN 0937664731
- Bloom, Harold (1988). Virginia Woolf's To the lighthouse. Chelsea House. ISBN 1555460348
- Miller, C. Ruth (1988). Virginia Woolf: the frames of art and life. Macmillan. ISBN 0333448804
- DeSalvo, Louise (1989). Virginia Woolf: The Impact of Childhood Sexual Abuse on Her Life and Work. Boston: Little Brown
- Bishop, Edward (1989). A Virginia Woolf Chronology. Boston: G.K. Hall & Co.
- Dunn, Jane (1990). A Very Close Conspiracy: Vanessa Bell and Virginia Woolf. Boston: Little, Brown
- Virginia Woolf: A Writer's Life. New York: Norton. (1984; 1991 エラー: 日付が正しく記入されていません。)
- Hussey, Mark (1991). Virginia Woolf and war. Syracuse University Press. ISBN 0815625375
- Caramago. Berkeley, Thomas D. (1992). The Flight of the Mind: Virginia Woolf's Art and Manic-Depressive Illness. University of California Press
- King. NY, James (1994). Virginia Woolf. W.W. Norton
- Reid, Panthea (1996). Art and Affection: A Life of Virginia Woolf. New York: Oxford University Press
- Virginia Woolf. Knopf. (1997)
- Leaska, Mitchell (1998). Granite and Rainbow: The Hidden Life of Virginia Woolf. New York: Farrar, Straus and Giroux
- Goldman, Jane (2001). The Feminist Aesthetics of Virginia Woolf. Cambridge University Press. ISBN 0521794587
- Blair, Emily (2002). Virginia Woolf and the nineteenth-century domestic novel. SUNY Press. ISBN 0791471195
- Dalsimer, Katherine (2002). Virginia Woolf: becoming a writer. Yale University Press. ISBN 0300092083
- Gruber, Ruth (2005). Virginia Woolf: The Will to Create as a Woman. New York: Carroll & Graf Publishers
- Szasz, Thomas (2006). My Madness Saved Me: The Madness and Marriage of Virginia Woolf
- Briggs, Julia (2006). Virginia Woolf: An Inner Life. Harcourt. ISBN 0156032295
- Hall, Sarah M. (2007). The Bedside, Bathtub and Armchair Companion to Virginia Woolf and Bloomsbury. Continuum Publishing
- Dalgarno, Emily (2007). Virginia Woolf and the Visible World. Cambridge University Press. ISBN 0521033608
- Simons, Ilana (2007). A Life of One's Own: A Guide to Better Living through the Work and Wisdom of Virginia Woolf. New York: Penguin Press
- Meaker, M. J. (1964). “The Fatal Game: Virginia Woolf”. Sudden Endings: 13 Profiles in Depth of Famous Suicides. Garden City, NY: Doubleday & Company, Inc.. pp. 250–269

### 翻案および映画作品
- マイケル・カニンガム『めぐりあう時間たち』、1998年にピューリッツァー賞を受賞

長編小説で、ウルフ自身と『ダロウェイ夫人』に影響された世代・場所の異なった女性2名が交錯し展開される。2002年に映画化され、ウルフ自身はニコール・キッドマンが演じ、キッドマンはアカデミー賞主演女優賞（2002年度）を獲得した。他にジュリアン・ムーア、メリル・ストリープが出演、音楽はフィリップ・グラスが担当した。
- スーザン・セラー『ヴァネッサとヴァージニア』[66]、2008年

長編小説で、ウルフと姉ヴァネッサ・ベルとの親しい姉妹関係を描いている。この作品は2010年、エリザベス・ライトにより舞台化されムービング・ストーリーズ・シアターにて初演された。
- 「オルランド」（1992年）- 映画化
- 「ダロウェイ夫人」（1997年）- 映画化